# Thamnophis conanti
Espèce
Thamnophis conanti est une espèce de serpents de la famille des Natricidae. 

## Répartition
Cette espèce est endémique du Mexique. Elle se rencontre dans les États de Puebla et de Veracruz.

## Description
L'holotype de Thamnophis conanti, une femelle adulte, mesure 318 mm dont 97 mm pour la queue. Sa teinte générale est brun grisâtre clair.

## Étymologie
Cette espèce est nommée en l'honneur de Roger Conant.

## Publication originale
- Rossman & Burbrink, 2005 : Species limits within the Mexican garter snakes of the Thamnophis godmani complex. Occasional papers of the Museum of Natural Science, Louisiana State University, vol. 79, p. 1-43 (texte intégral).